# Geoff Hurst
Sir Geoffrey Charles Hurst (* 8. prosince 1941, Ashton-under-Lyne) je bývalý anglický fotbalový útočník. Je prvním hráčem v historii mistrovství světa ve fotbale, který vstřelil ve finálovém zápase tři branky (přitom to byl teprve jeho osmý reprezentační zápas).
Rodák z hrabství Lancashire se v dětství přestěhoval s rodiči do Essexu, věnoval se kriketu, ale nakonec se rozhodl pro fotbal a od osmnácti hrál za West Ham United. Jeho výkonů si povšiml Alf Ramsey a v únoru 1966 povolal Hursta k přátelskému mezistátnímu zápasu proti západnímu Německu. Protože se osvědčil, byl zařazen do kádru pro domácí mistrovství světa jako náhradník. Poprvé nastoupil ve čtvrtfinále proti Argentině poté, co střední útočník Jimmy Greaves měl zdravotní potíže, a vstřelil jediný gól utkání. Ve finále proti Německé spolkové republice vyrovnal v 18. minutě na 1:1, nahrál Petersovi na druhý gól Angličanů a rozhodl prodloužení. Ve 101. minutě zpracoval za malým vápnem přihrávku Balla a vystřelil, míč zasáhl břevno, snesl se na brankovou čáru a odrazil se zpátky do hřiště. Přes protest Němců rozhodčí Gottfried Dienst uznal gól, ačkoli dosud neexistuje jediný důkaz, že míč byl skutečně celým objemem v brance. V poslední minutě pak Hurst po samostatném úniku uzavřel skóre na konečných 4:2. O titulu mistrů světa tak přece jen nerozhodl jediný sporný moment, i když ani tento gól nebyl zcela regulérní: na hřišti oslavovali domácí příznivci, kteří tam neměli v průběhu hry co dělat.
Hurst reprezentoval Anglii ještě na mistrovství Evropy ve fotbale 1968, kde vstřelil branku proti SSSR v zápase o třetí místo, a na mistrovství světa ve fotbale 1970, kde skóroval opět jednou, v základní skupině proti Rumunsku. Reprezentační kariéru, během níž vstřelil 24 branek ve 49 utkáních, ukončil v roce 1972. V tomtéž roce opustil West Ham, krátce hrál za Stoke City, kariéru končil v JAR a Kuvajtu. V letech 1979 až 1981 trénoval Chelsea FC, poté opustil fotbalový svět a stal se úspěšným manažerem, pracoval v pojišťovnictví i ve firmě McDonald's.

## Úspěchy
- Mistr světa ve fotbale 1966
- Vítěz FA Cupu 1964
- Vítěz PVP 1965
- Vstřelil šest gólů v ligovém utkání proti Sunderlandu v roce 1968
- Byl jmenován do Síně slávy anglického fotbalu (2004)